# Aaron Harlan

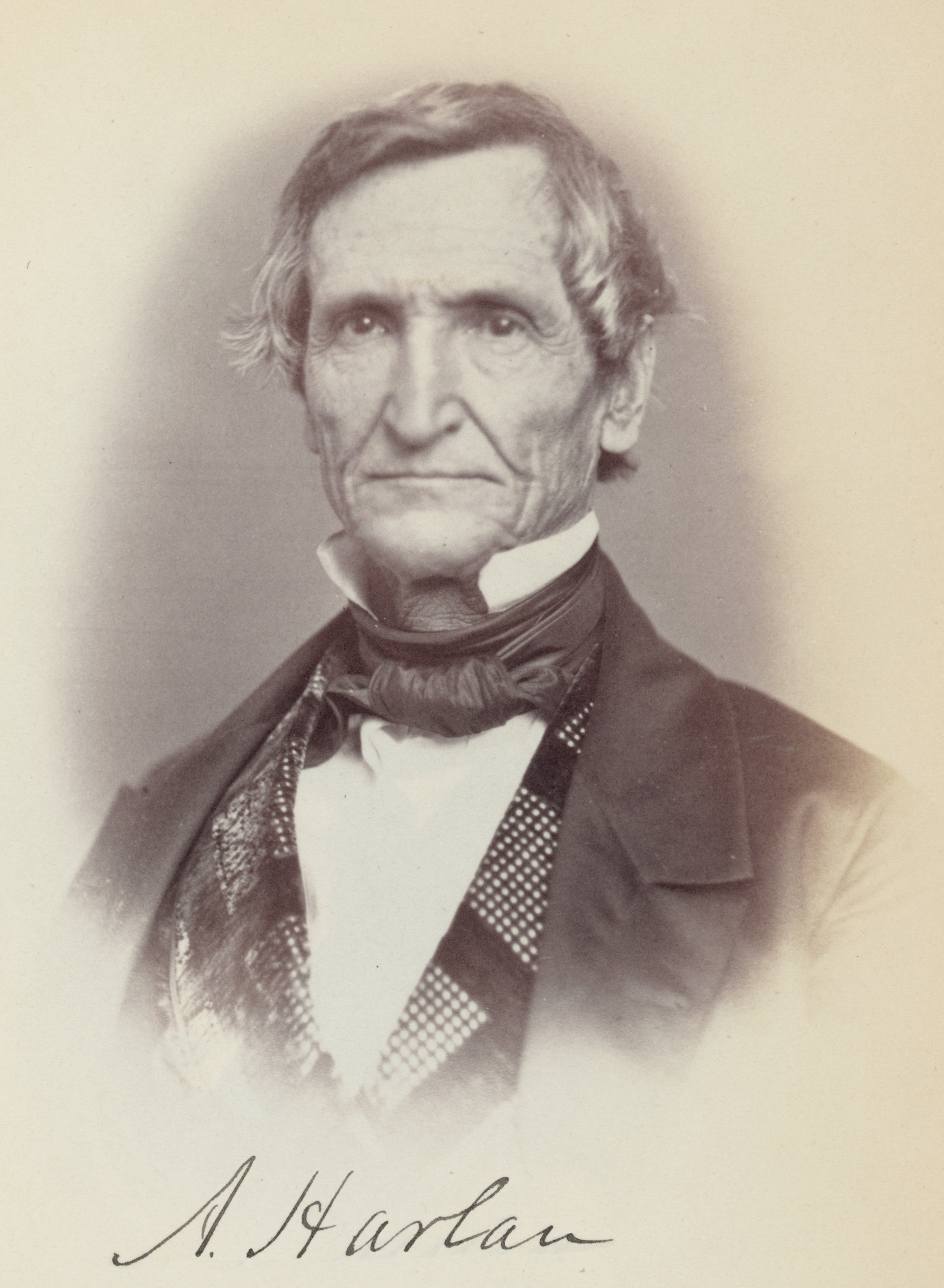
Aaron Harlan

Aaron Harlan (* 8. September 1802 im Warren County, Ohio; † 8. Januar 1868 in San Francisco, Kalifornien) war ein US-amerikanischer Politiker. Zwischen 1853 und 1859 vertrat er den Bundesstaat Ohio im US-Repräsentantenhaus.

## Werdegang
Aaron Harlan war ein Cousin des Kongressabgeordneten Andrew J. Harlan (1815–1907) aus Indiana. Er besuchte die öffentlichen Schulen seiner Heimat. Nach einem anschließenden Jurastudium und seiner Zulassung als Rechtsanwalt begann er ab 1825 in Xenia in diesem Beruf zu arbeiten. Gleichzeitig schlug er eine politische Laufbahn ein. Zwischen 1832 und 1833 saß er als Abgeordneter im Repräsentantenhaus von Ohio; in den Jahren 1838, 1839 und 1849 gehörte er dem Staatssenat an. 1841 zog er auf eine Farm in der Nähe von Yellow Springs, wo er weiterhin als Anwalt praktizierte. Bei den Präsidentschaftswahlen des Jahres 1844 war er Wahlmann für Henry Clay. Harlan wurde Mitglied der Whig Party. Im Jahr 1850 nahm er als Delegierter an einem Verfassungskonvent seines Staates teil.
Bei den Kongresswahlen des Jahres 1852 wurde Harlan im siebten Wahlbezirk von Ohio in das US-Repräsentantenhaus in Washington, D.C. gewählt, wo er am 4. März 1853 die Nachfolge von Nelson Barrere antrat. Nach zwei Wiederwahlen konnte er bis zum 3. März 1859 drei Legislaturperioden im Kongress absolvieren. Diese waren von den Ereignissen im Vorfeld des Bürgerkrieges geprägt. Während seiner drei Legislaturperioden vertrat er drei verschiedene Parteien. Zu Beginn gehörte er noch den Whigs an. Danach schloss er sich der kurzlebigen Opposition Party an, für die er im Jahr 1854 kandidierte. Während seiner letzten Amtszeit im Kongress gehörte er der Republikanischen Partei an. Im Jahr 1858 wurde er nicht wiedergewählt.
Nach dem Ende seiner Zeit im US-Repräsentantenhaus arbeitete Aaron Harlan wieder als Anwalt und außerdem in der Landwirtschaft. Im Jahr 1861 bewarb er sich erfolglos um die Rückkehr in den Kongress. 1862 wurde er während des Bürgerkrieges Oberstleutnant der Staatsmiliz. Im Jahr 1864 zog er nach San Francisco, wo er am 8. Januar 1868 starb.